# 薩爾莫訥山
46°12′34″N 8°42′26″E / 46.20944°N 8.70722°E
薩爾莫訥山（Monte Salmone），是瑞士的山峰，位於該國南部，由提契諾州負責管轄，屬於勒蓬廷山的一部分，處於卡維利亞諾以北，海拔高度1,560米。